# Jabłonowo-Wypychy
Jabłonowo-Wypychy – wieś w Polsce, położona w województwie podlaskim, w powiecie wysokomazowieckim, w gminie Sokoły.
W latach 1975–1998 wieś administracyjnie należała do województwa łomżyńskiego.
Zaścianek szlachecki Wypychy należący do okolicy zaściankowej Jabłonowo położony był w drugiej połowie XVII wieku w powiecie suraskim ziemi bielskiej województwa podlaskiego. 
Wierni kościoła rzymskokatolickiego należą do parafii św. Michała Archanioła w Płonce Kościelnej.

## Integralne części wsi
| SIMC    | Nazwa      | Rodzaj    |
| ------- | ---------- | --------- |
| 0405783 | Niedziałki | część wsi |
| 0405790 | Występ     | część wsi |

## Historia
Jabłonowo wymienione w dokumencie z roku 1440. W I Rzeczypospolitej Jabłonowo należało do ziemi bielskiej.
W 1827 r. Jabłonowo-Wypychy liczyły 19 domów i 103 mieszkańców.
Pod koniec wieku XIX wieś w powiecie mazowieckim, gmina Kowalewszczyzna, parafia Płonka.
W roku 1921 naliczono tu 17 budynków z przeznaczeniem mieszkalnym oraz 100 mieszkańców (53 mężczyzn i 47 kobiet). Wszyscy podali narodowość polską i wyznanie rzymskokatolickie.